# Стручкова, Раиса Степановна
Раи́са Степа́новна Стручко́ва (5 октября 1925[…], Москва — 2 мая 2005, Москва) — советская балерина, балетный педагог. Народная артистка СССР (1959).

## Биография
Родилась 5 октября 1925 года в Москве, в рабочей семье.
Занималась в кружке танцев Дома культуры Микояновского мясокомбината. В 1935 году поступила в Московское хореографическое училище. Училась в классе балетного педагога Елизаветы Гердт. В годы войны училище было эвакуировано в Васильсурск, но занятия продолжались и там.
Окончив училище в 1944 году, была принята в труппу Большого театра. В 1946 году её первыми главными партиями стали Сильфида в балете «Шопениана» на музыку Ф. Шопена и Лиза в балете «Тщетная предосторожность» на музыку П. Гертеля.

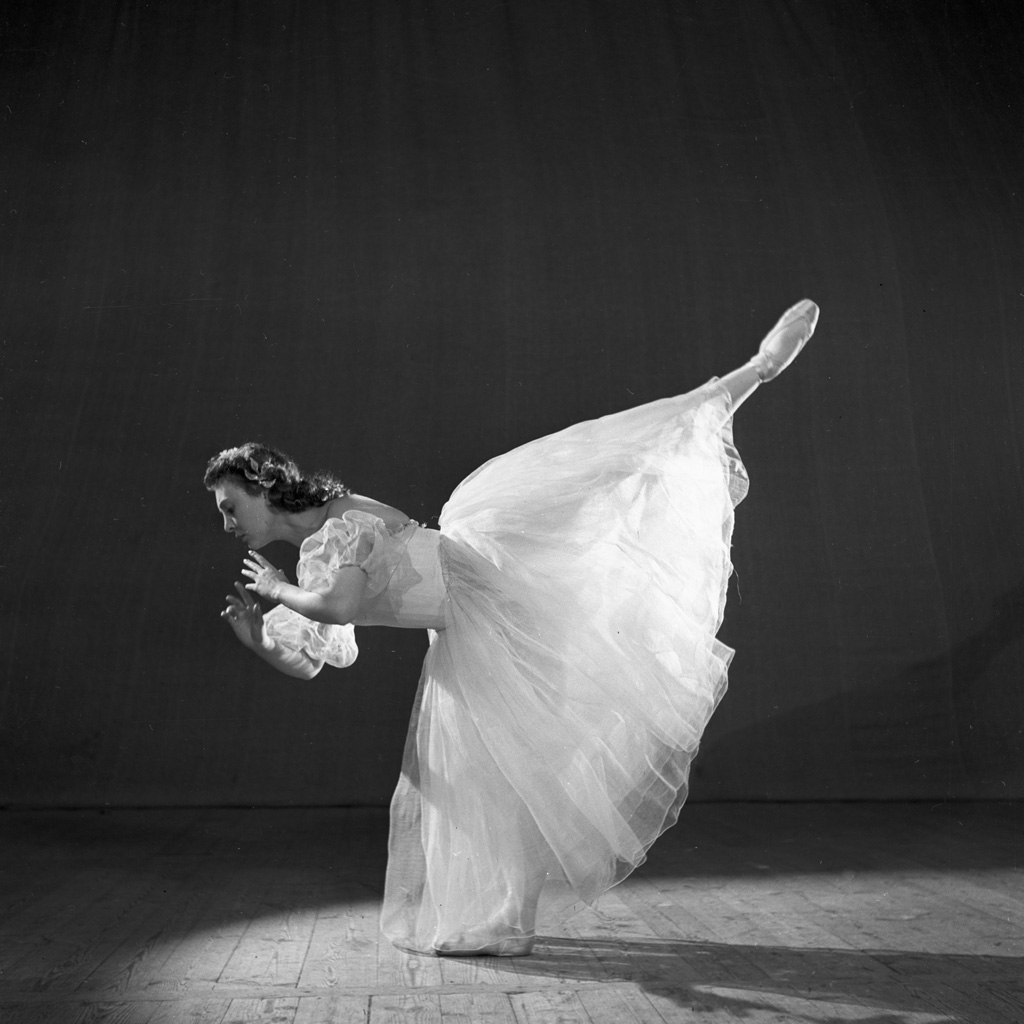
В партии Марии в балете «Бахчисарайский фонтан»

С 1945 по 1978 год — солистка Большого театра, являясь основным дублёром Галины Улановой.
В 1947 году исполнила роль Золушки в одноимённом балете С. С. Прокофьева. В 1960 году снялась в этой же роли в фильме-балете «Хрустальный башмачок» (Принц — Г. В. Ледях).

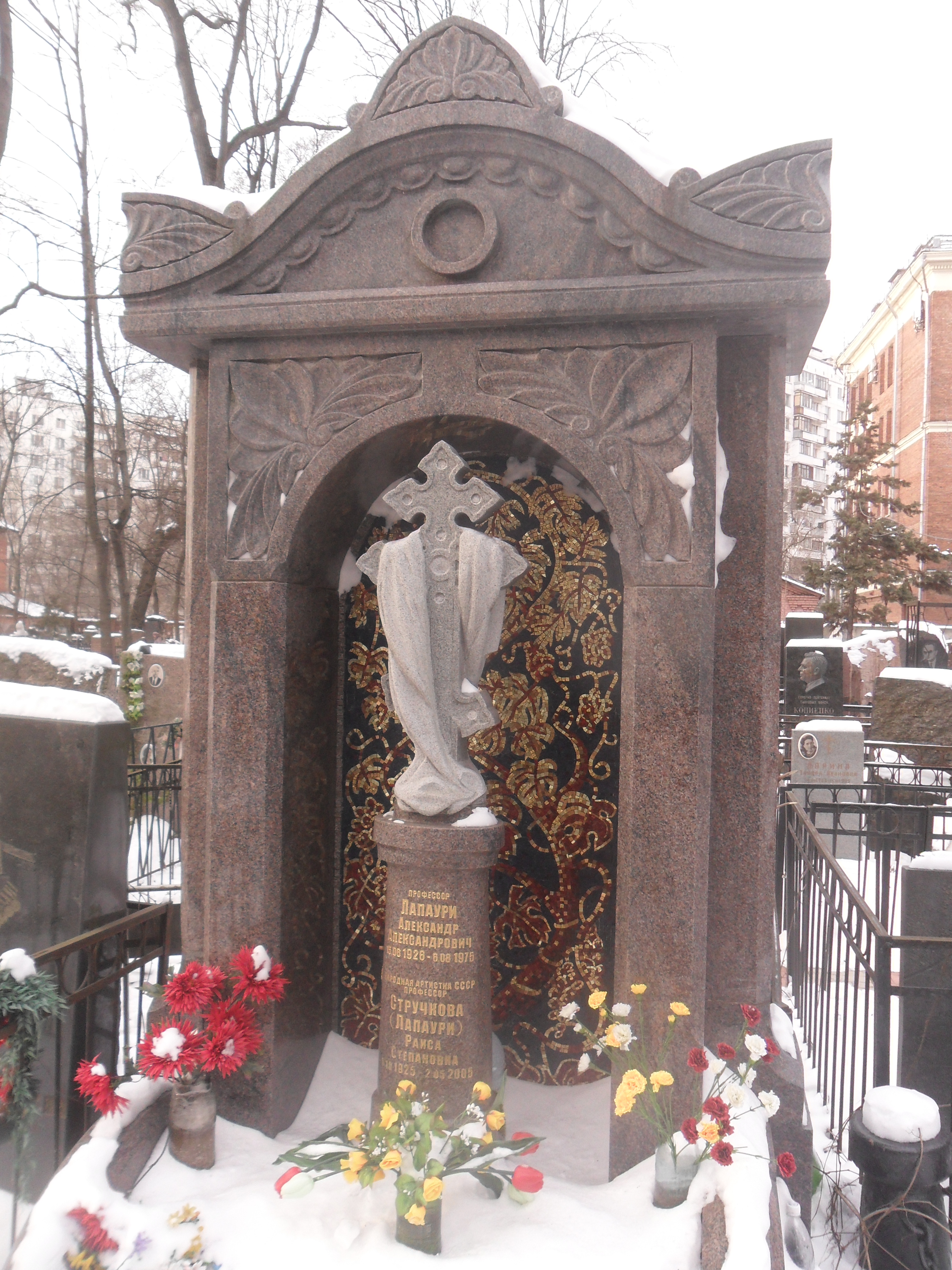
Могила Стручковой и Лапаури на Введенском кладбище Москвы.

Выступала в Швеции, Швейцарии (1953), в Англии (1954), Дании и Норвегии (1960), Ирландии, США, Канаде, Мексике (1963) и др.
С 1962 года преподавала методику классического танца на кафедре хореографии ГИТИСа. С 1978 года — профессор. C 1995 года — художественный руководитель кафедры.
Закончив сценическую деятельность, с 1978 года — балетмейстер-репетитор Большого театра. Среди её учениц — А. Михальченко, Н. Ананиашвили, М. Рыжкина, М. Леонова, Т. Голикова, И. Пяткина, А. Яценко, Н. Маландина, А. Горячева, под её руководством готовила партию Анюты Е. Максимова.
С 1981 (с момента создания) и по 1995 год — главный редактор журнала «Советский балет» (с 1992 — «Балет»).
В 1994 году поставила для труппы Английского национального балета спектакль «Лебединое озеро» (используя редакции А. Горского и А. Мессерера).
Была дружна с Ф. Феллини, переписывалась с Л. Брик, дружила семьями с З. Долухановой, А. Тарковским, Г. Вишневской, на её даче жил А. Солженицын перед высылкой.
Член КПСС с 1962 года.
Скончалась 2 мая 2005 года в Москве на 80-м году жизни после тяжёлой болезни. Похоронена на Введенском кладбище (29 уч.) рядом с мужем — Александром Лапаури, погибшим в автомобильной катастрофе.

## Награды и звания
- I премия конкурса на Всемирном фестивале молодёжи и студентов в Будапеште (1949)[8]
- Заслуженная артистка РСФСР (1951)
- Народная артистка РСФСР (1956)[9]
- Народная артистка СССР (1959)
- Орден «За заслуги перед Отечеством» IV степени (2000) — за большой вклад в развитие отечественного хореографического искусства[10]
- Орден Почёта (6 января 1995) — за заслуги перед государством, успехи, достигнутые в труде, науке, культуре, искусстве, большой вклад в развитие дружбы и сотрудничества между народами[11]
- Орден Ленина (1976)
- Орден Октябрьской Революции (1985)
- Два ордена Трудового Красного Знамени (1971, 1981)
- Специальный (вне номинаций) приз «Душа танца» журнала «Балет» (2000)
- Большая золотая медаль Международной педагогической академии за достижения в области образования, культуры и науки (2000).

## Репертуар[6]
Партии, исполненные в первые годы работы в театре (1944 — 1948):
- «Бахчисарайский фонтан» Б. В. Асафьева — Танец с колокольчиками
- «Спящая красавица» П. И. Чайковского — Красная шапочка
- «Конёк-Горбунок» Ц. Пуни — Танец жемчужин, сцена «Фрески»
- «Лебединое озеро» П. И. Чайковского — Па-де-труа, Три лебедя, Невеста
- «Коппелия» Л. Делиба — танец «Утро»
- «Руслан и Людмила» М. И. Глинки — Дева в танцах в садах Наины
- «Золушка» С. С. Прокофьева — Три апельсина, Фея Весны

Основной репертуар (балетные партии):
- «Щелкунчик» П. И. Чайковского — Маша
- 1946 — «Шопениана» на музыку Ф. Шопена — Сильфида
- 1946 — «Тщетная предосторожность» на музыку П. Гертеля — Лиза
- 1947 — «Золушка» С. С. Прокофьева — Золушка
- 1948 — «Бахчисарайский фонтан» Б. В. Асафьева — Мария
- 1948 — «Аистёнок» («Дружные сердца») Д. Л. Клебанова — Оля, Птица
- 1949 — «Медный всадник» Р. М. Глиэра — Параша
- 1950 — «Пламя Парижа» Б. В. Асафьева — Жанна, Диана Мирейль (1960)
- 1951 — «Лебединое озеро» П. И. Чайковского — Одетта-Одиллия
- 1952 — «Спящая красавица» П. И. Чайковского — Аврора (1952 — в редакции М. Габовича и А. Мессерера, 1966 — в редакции Ю. Григоровича)
- 1952 — «Красный мак» Р. М. Глиэра — Тао Хоа
- 1953 — «Ромео и Джульетта» С. С. Прокофьева — Джульетта
- 1954 — «Сказ о каменном цветке» С. С. Прокофьева — Катерина
- 1955 — «Фадетта» Л. Делиба — Фадетта
- 1955 — «Жизель» А. Адана — Жизель
- 1956 — «Лауренсия» А. А. Крейна — Паскуала
- 1957 — «Гаянэ» А. И. Хачатуряна — Гаянэ
- 1958 — «Мирандолина» С. Н. Василенко — Мирандолина
- 1959 — «Дон Кихот» Л. Минкуса — Китри
- 1961 — «Лесная песня» Г. Л. Жуковского — Мавка (первая исполнительница)
- 1961 — «Страницы жизни» А. М. Баланчивадзе — Тамара (первая исполнительница)
- 1963 — «Подпоручик Киже» С. С. Прокофьева — Фрейлина (первая исполнительница)
- 1964 — «Лейли и Меджнун» С. А. Баласаняна — Лейли (первая исполнительница)

Концертный репертуар
- 1953 — «Этюд» («Сновидение») (музыка Р. М. Глиэра, постановка А. А. Лапаури)
- 1956 — хореографическая картина «Вальпургиева ночь» из оперы «Фауст» Ш. Гуно — Вакханка
- «Умирающий Лебедь» (музыка К. Сен-Санса, хореография М. Фокина)
- «Вальс № 7» (музыка Ф. Шопена, хореография М. Фокина)
- «Вальс № 3» (музыка Ф. Шопена, хореография К. Голейзовского)
- «Этюд» (музыка А. Скрябина, постановка К. Голейзовского)
- «Вальс» (музыка М. Мошковского, постановка В. Вайнонена)
- «Охотник и птица» (музыка Э. Грига, постановка Л. Якобсона)
- «Ноктюрн» (музыка Ф. Шопена, постановка Л. Якобсона)
- «Вальс» (музыка Э. Грига)
- «Гавот» (музыка Ж.-Б. Люлли, постановка В. Вайнонена)
- «Менуэт» (музыка Л. Боккерини, постановка А. Лапаури)
- «Лунный свет» (музыка К. Дебюсси, постановка А. Лапаури)
- «Канцона-серенада» (музыка Н. Метнера, постановка А. Лапаури)
- «Этого забыть нельзя» (музыка К. Потапова, постановка А. Лапаури)

## Фильмография[6]
- 1949 — «Юность мира» (фильм о фестивале молодёжи и студентов)
- 1951 — «Большой концерт»
- 1954 — «Мастера русского балета»
- 1954 — «Секрет успеха»
- 1959 — «Душой исполненный полёт» (документальный)
- 1959 — «Балет Большого театра в Америке» (документальный)
- 1960 — «Хрустальный башмачок» (фильм-балет) — Золушка
- 1961 — «СССР с открытым сердцем» (документальный)
- 1964 — «Секрет успеха» (фильм-балет)
- 1969 — «Подпоручик Киже» (фильм-балет) — Фрейлина
- 1974 — «Имя твоё» (фильм-балет) — Жаклин
- 1979 — «Новости дня» № 38
- 1982 — «Раиса Стручкова» (документальный)
- 2000 — «Портрет Р. Стручковой» (телепередача из цикла «Осенние портреты» телеканала «Культура»)
- 2000 — серии телепередач телеканала «Культура» «Билет в Большой» (периодические показы репетиций Р. Стручковой и балерин Большого театра), «Концертино» (исполнительские шедевры музыкального театра)
- 2005 — «Раиса Стручкова. Я жила Большим театром»[12] (документальный, режиссёр Н. С. Тихонов)

## О Раисе Стручковой
Самыми моими любимыми ученицами были Стручкова, Плисецкая, Шелест. Жизнь Раисы Стручковой с детских лет прошла у меня на глазах. Год от года артистичность Стручковой проявлялась всё ярче. Обладая природным вкусом и необычайным чувством меры, Рая Стручкова никогда не внесёт фальши и утрировки в создаваемые ею образы. Это будет несвойственно её натуре. — Елизавета Гердт

Обладая необычайной психологической глубиной раскрытия любого образа, Стручкова создаёт неповторимые образы на сцене — Параша («Медный всадник»), Золушка («Золушка»). Это совершенство и техники, и душевной эмоциональности. Золушкой Стручкова покорила Лондон в 1963 году. Стручкова как одна из немногих исполняла роль Авроры («Спящая красавица») — все три акта и все разные по стилю и по манере танца. Стручкова обладала в полной мере лирикой, гротеском, героикой и драматизмом — всем тем, что создаёт великую личность на сцене. — Михаил Лавровский

Требовательность Раисы Степановны не знает границ, но при этом трудно найти в нашем жестоком искусстве человека столь доброго, неравнодушного, преданно любящего свой театр, свою труппу и своих учениц. Я потеряла родного человека, я, можно сказать, осиротела, потому что я её считала своей русской мамой. Вы не представляете, как она за каждого человека переживала, вне зависимости от того, кто этот человек был и сколько с ней работал.— Нина Ананиашвили

## Память
- Именем Раисы Стручковой назван астероид 9176.
- Её творчеству посвящён телефильм-концерт «Танцует Раиса Стручкова» (1971), документальный фильм «Раиса Стручкова» (режиссёр В. Раменский, ЦСДФ, 1982) и книга Г. Беляевой-Челомбитько с тем же названием (М., 2002).